# ممانعة مغناطيسية
الممانعة المغناطيسية أو ببساطة الممانعة أو (بالإنجليزية: Reluctance)‏ وتُسمَّى أيضاً المقاومة المغناطيسية (بالإنجليزية: magnetic resistance)‏  في الدائرة المغناطيسية هي مكافئة للمقاومة في الدائرة الكهربية لذا تسمى أحيانا المقاومة المغناطيسية وإن كانت تختلف عنها في أنها لا تستنفد الطاقة المغناطيسية وكما أن المجال الكهربي ينتج تيار كهربي في الدائرة الكهربية كذلك بوجود المجال المغناطيسي ينتج تدفق مغناطيسي يمر في الدائرة المغناطيسية وهي كمية قياسية تمثل النسبة بين القوة المحركة المغناطيسية والتدفق المغناطيسي المار في الدائرة ويمكن تمثيلها رياضيا بصيغة توافق قانون أوم الكهربي كالتالي :
{\displaystyle {\mathfrak {R}}={\frac {\mathfrak {F}}{\Phi }}}
حيث
{\displaystyle {\mathfrak {R}}} هي الممانعة المغناطيسية أمبير-لفة لكل ويبر
{\displaystyle {\mathfrak {F}}} هي القوة المحركة المغناطيسية
Φ هي التدفق المغناطيسي بالويبر
أو بصيغة أخرى
{\displaystyle {\mathfrak {R}}={\frac {l}{\mu _{0}\mu _{r}A}}}
حيث :
l هو طول الدائرة المغناطيسية بالمتر
{\displaystyle \mu _{0}} هي نفاذية الفراغ وتساوي {\displaystyle 4\pi \times 10^{-7}} هنري لكل متر
{\displaystyle \mu _{r}} النفاذية المغناطيسية للمادة
A هي مساحة مقطع الموصل بالمتر مربع
ومقلوب الممانعة المغناطيسية هي المنافذة ووحدتها هي هنري.
{\displaystyle {\mathfrak {P}}={\frac {1}{\mathfrak {R}}}}